# Eye in the Sky (album)
Albums de The Alan Parsons Project
The Turn of a Friendly Card
(1980) The Best of The Alan Parsons Project
(1983)
Eye in the Sky est le sixième album studio du groupe de rock britannique The Alan Parsons Project, paru en 1982.

## Historique

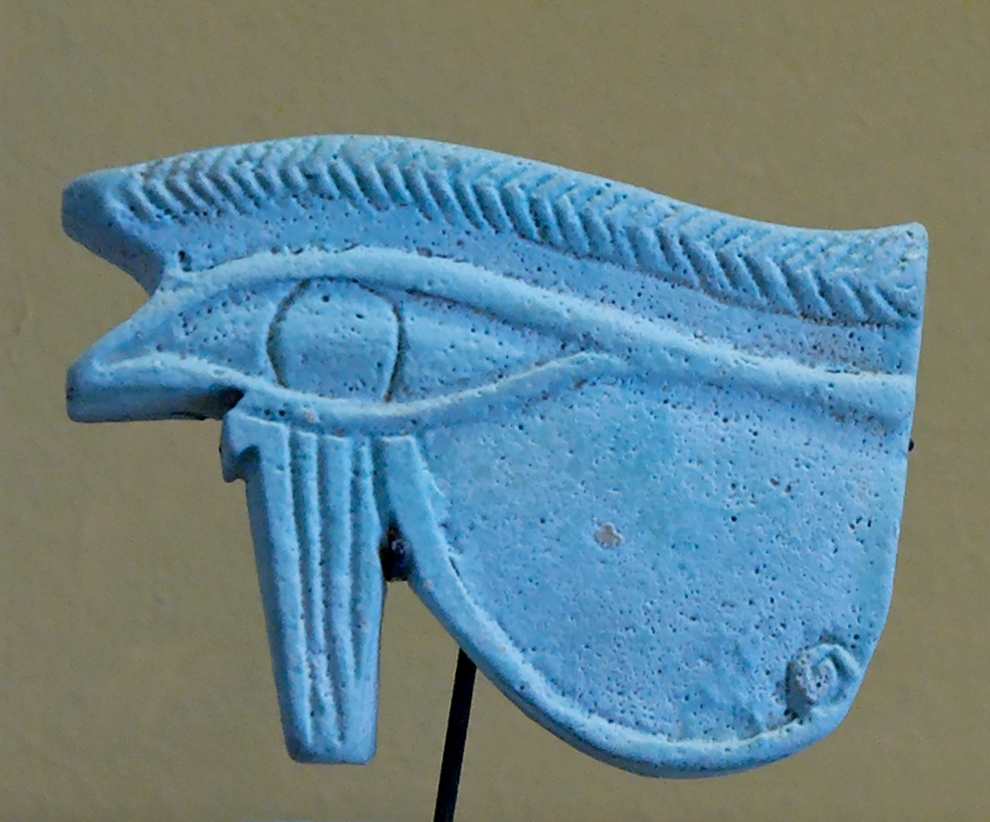
L'Œil d'Horus, dont la pochette de l'album s'inspire.

Les chansons de l'album se présentent dans différents styles, de cool et funky à lyrique et fortement orchestré. La jaquette conçue par Hipgnosis est verte avec une image logotype de l'Œil d'Horus, qui était dorée pour les premiers pressages de l'album. Il est rapporté à plusieurs reprises comme l'album le plus vendu d’Alan Parsons Project, et a été le dernier disque de platine aux États-Unis du groupe (en rejoignant I Robot et The Turn of a Friendly Card).
Les chanteurs sont Eric Woolfson, David Paton, Chris Rainbow, Lenny Zakatek, Elmer Gantry et Colin Blunstone.
Eye in the Sky contient le plus gros succès du projet, la chanson titre avec la voix d'Eric Woolfson. L'album lui-même a été un succès majeur, atteignant le Top 10 (et parfois le # 1) dans de nombreux pays. 
Cet album est le premier des trois du projet enregistré sur un équipement analogique et mixé directement à la bande maîtresse numérique (un fait peu connu jusqu'à ce que les notes de la jaquette de Vulture Culture révèlent cette astuce).
L'album comprend la pièce instrumentale Sirius, qui est devenue un incontournable de nombreuses arènes sportives universitaires et professionnelles à travers l'Amérique du Nord. Il est surtout connu pour son utilisation par les Bulls de Chicago pour présenter son line-up de départ (dont Michael Jordan) pendant ses années de championnat des années 1990 (et qui continue jusqu'à présent). L'instrumental Sirius sur l'album est suivi du hit Eye in the sky et si le premier est presque toujours suivi de celui-ci sur les ondes, ce n'est pas toujours le cas dans les concerts — lors du World Liberty Concert de 1995, Sirius a été joué comme introduction à Breakaway (de l'album solo d'Alan Parsons Try Anything Once), avec Candy Dulfer au saxophone.
Une réédition en vinyle 180 grammes de cet album est prévue pour 2022.

## Liste des chansons
Toutes les chansons sont écrites et composées par Alan Parsons et Eric Woolfson.
1. Sirius
2. Eye in the Sky
3. Children of the Moon
4. Gemini
5. Silence and I
6. You're Gonna Get Your Fingers Burned
7. Psychobabble
8. Mammagamma (instrumental)
9. Step by Step
10. Old and Wise

## Personnel
- Alan Parsons : claviers, programmation du Fairlight, chant, chœurs, ingénieur, production
- Eric Woolfson : claviers, chant sur Eye in the Sky et Silence and I, producteur exécutif
- Ian Bairnson : guitares acoustique et électrique
- David Paton : guitares acoustique et électrique, basse, chant sur Children of the moon
- Mel Collins : saxophone
- Stuart Elliott : batterie, percussions
- The English Chorale : chœurs
- Andrew Powell : arrangements et direction de la chorale et de l'orchestre
- Chris Rainbow : chant sur Gemini
- Lenny Zakatek : chant sur You're Gonna Get Your Fingers Burned et Step by Step
- Elmer Gantry : chant sur Psychobabble
- Colin Blunstone : chant sur Old and Wise

## Certification
| Pays          | Certification |
| ------------- | ------------- |
| France (SNEP) | Platine       |